# Terry Brands
Pour les articles homonymes, voir Brands.
Terry Brands est un lutteur américain spécialiste de la lutte libre né le 9 avril 1968 à Omaha (Nebraska). Il est le frère jumeau du lutteur Tom Brands.

## Biographie
Lors des Jeux olympiques d'été de 2000, il remporte la médaille de bronze en combattant dans la catégorie des -58 kg. Il est sacré champion du monde en 1993 et en 1995.